# Ragnhild Tregagås
Ragnhild Tregagås var en norsk påstådd häxa från Fusa söder om Bergen, som år 1325 dömdes för trolldom, blodskam och kätteri. Ragnhild erkände vad som lades henne till last, men dömdes förhållandevis milt eftersom Audfinn Sigurdsson, som då var biskop i Bergen, ansåg att hon hade varit mångalen då brotten begicks och därför inte fullt tillräknelig. Efter en tid i fängelse, varunder hon bittert ångrade sig, dömdes hon till fasta på vatten och bröd två dagar varje vecka i ett helt år. Dessutom ålades hon att företa en sju år lång pilgrimsfärd till heliga platser utanför Norge. 
Såvitt man vet är Ragnhild Tregagås den enda medeltida person i Norge som har blivit dömd i en trolldomsprocess. Att hennes verksamhet uppdagades berodde på att hon i november 1324 råkade skryta om sin trollkunnighet.

## Biografi
Ragnhild var änka när processen mot henne tog sin början, men redan medan hennes make var i livet hade hon, enligt egen bekännelse, inlett ett förhållande med sin syssling, en man vid namn Bård. Då Bård senare övergav henne för att gifta sig med en kvinna vid namn Bergljot, drabbades hon av svartsjuka. Till bröllopsnatten gömde hon fem ärtor och lika många bröd (förmodligen brödbitar) i de nygiftas säng, satte ett svärd vid huvudändan och läste därefter en hemsk besvärjelse. Vilken magisk funktion som de gömda föremålen varit tänkta att ha förklaras inte, men proceduren tycks i alla fall, enligt biskop Audfinns redogörelse, ha givit resultat. Genom att på detta sätt påkalla djävulens hjälp lyckades Ragnhild så sådan split mellan Bård och Bergljot att de blev osams och skildes.

## Besvärjelsen
Det är i synnerhet Ragnhilds besvärjelse som har intresserat eftervärlden.
Biskop Audfinns redogörelse för händelsen är skriven på latin, men besvärjelsen återges på fornnorska: Ritt ek i fra mer gondols ondu, æin þer i bak biti annar i briost þer biti þridi snui uppa þik hæimt oc ofund. (Jag sänder ut från mig gondols andar; en bite dig i ryggen, en annan bite dig i bröstet, en tredje påför dig hat och avund.) Därefter följer en kort förklaring av tillvägagångssättet vid läsningen: oc sidan þesse ord ero lesen skall spyta uppa þan er till syngzst. (Och sedan dessa ord är framsagda, skall man spotta på den som besvärjelsen gäller.)
Innebörden av gondols ondu har blivit mycket omdiskuterad. Eldar Heide ger översättningen gǫnduls andar, där gǫndul är en avledning av gandr (gand). Gǫnduls andar förklarar han som den fjärrverkande hugen, det vill säga onda tankar som enligt folktron kunde sändas ut för att i ulvskepnad bita och riva sina offer. Bo Almqvist ger ungefär samma tolkning. Han kallar gondols ondu för "den materialiserade onda hugen, som konkret tänkes sarga rygg och bröst." Gondol ser han som en beteckning för varg, vare sig ordet är sammansatt av gandr och ulfr eller är en avledning av gandr i betydelsen 'ulv'.
Inom mytologin är Göndul (Gǫndul) ett valkyrienamn, men det finns ingenting i källmaterialet som tyder på att Ragnhild skulle ha avsett en valkyria.
Utöver vad som meddelas av biskop Audfinn, finns inga biografiska uppgifter om Ragnhild Tregagås. Hennes födelse- och dödsår är okända, liksom hennes föräldrar. "Tregagås" är ett tillnamn, vars slutled -gás (gås; cunnus) ibland förekommer i öknamn på besvärliga kvinnor.